# Alternatywny Biegun Demokratyczny
Alternatywny Biegun Demokratyczny (hiszp. Polo Democrático Alternativo, PDA) – partia polityczna w Kolumbii.

## Historia
Ugrupowanie powstało w 2005 roku jako koalicja lewicowych ugrupowań. Do formacji przyłączyli się między innymi byli członkowie partyzanckiego Ruchu 19 Kwietnia i Kolumbijska Partia Komunistyczna. W 2006 roku kandydat partii w wyborach prezydenckich Carlos Gaviria zdobył 22% głosów. W 2007 roku kandydat koalicji Samuel Moreno został wybrany burmistrzem Bogoty. Partia wzięła udział w wyborach parlamentarnych w 2010 roku. W głosowaniu do Senatu uzyskała 7,8% głosów i 8 miejsc, do Izby Reprezentantów natomiast 5,9% głosów i 4 miejsca. W 2012 roku z koalicji wykluczona została Kolumbijska Partia Komunistyczna. W 2014 roku kandydatka partii w wyborach prezydenckich Clara Lopez uzyskała 15,23% głosów. W 2016 roku partia poparła traktat pokojowy z Rewolucyjnymi Siłami Zbrojnymi Kolumbii (FARC).

## Ideologia
Zajmuje pozycje centrolewicowe.